# Корзаченко Василь Григорович
Василь Григорович Корзаченко (14 лютого 1951, Боденьки) — український дипломат. Надзвичайний та Повноважний Посол України.

## Біографія
. 

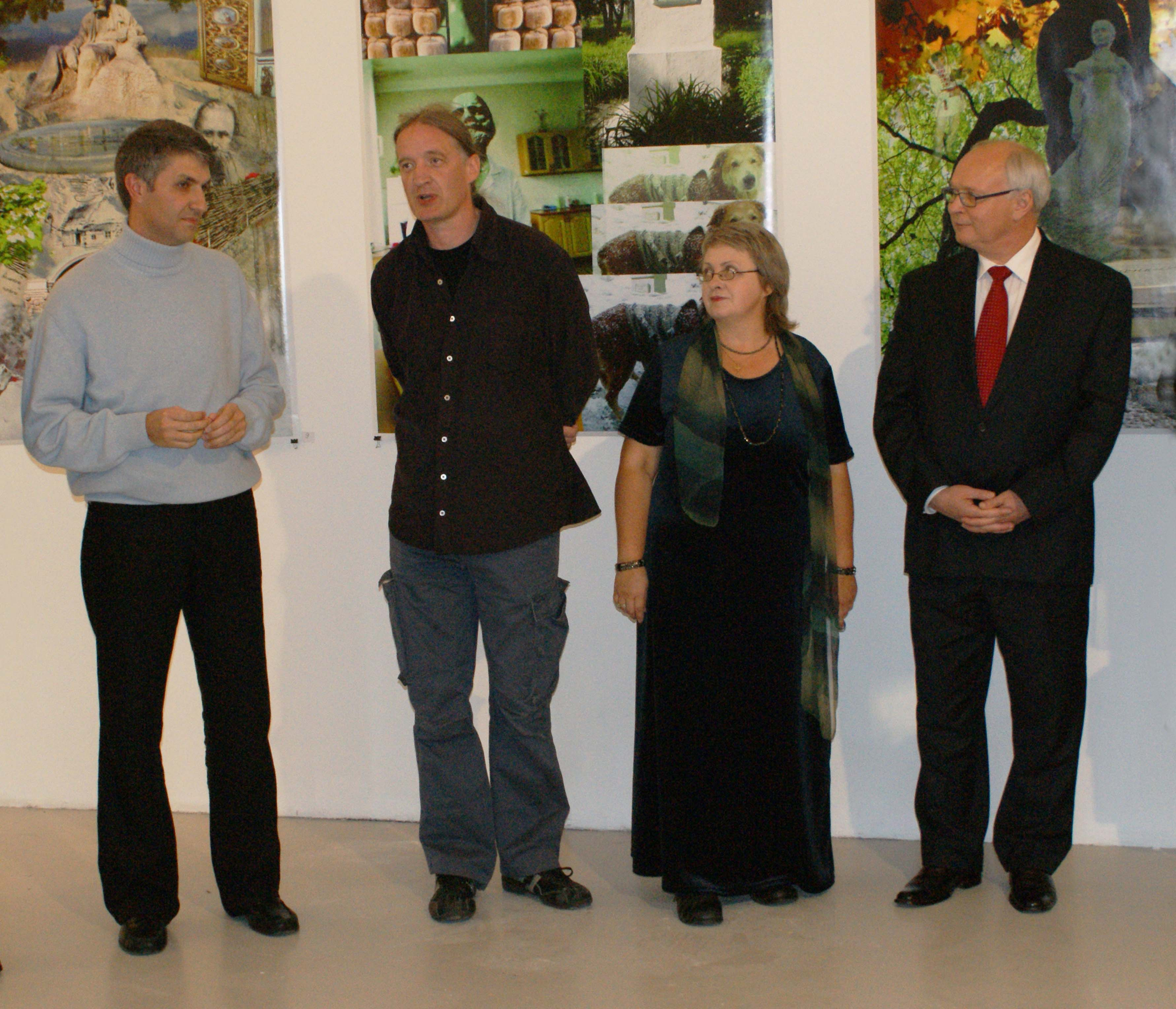
На відкритті виставки Digital yard#3 у галереї Stichting WG Kunst: Юрій Круліковський, Рене ван Кемпен, Олена Голуб, Надзвичайний та Повноважний Посол України в Королівстві Нідерланди пан Василь Корзаченко. Амстердам.2008

Народився 14 лютого 1951 року, с. Боденьки Вишгородського району Київської області. Закінчив Київський державний університет ім. Т. Г. Шевченка (1975), юрист-міжнародник, перекладач-референт англійської мови.
- З 1975 по 1983 — референт, старший референт Українського товариства дружби і культурних зв'язків з зарубіжними країнами, м. Київ
- З 1983 по 1990 — старший референт відділу зовнішніх зв'язків Київського міськвиконкому
- З 11.1990 по 10.1991 — другий секретар Консульського відділу МЗС України
- З 10.1991 по 02.1997 — другий секретар, перший секретар, в.о. завідувача сектору, радник — завідувач сектору, заступник начальника, в.о. начальника Договірно-правового управління МЗС України.
- З 02.1997 по 03.1998 — радник-посланник, Тимчасовий повірений у справах України Канаді.
- З 03.1998 по 04.2000 — начальник Договірно-правового управління МЗС України.
- З 04.2000 по 01.2003 — Генеральний консул України в Сіднеї (Австралія).
- З 09.2005 по 09.2005 — заступник директора Департаменту Секретаріату Міністра МЗС України.
- З 09.2005 по 02.2006 — заступник директора Договірно-правового департаменту МЗС України.
- З 05.2006 — Генеральний консул України в Чикаго (штати Айова, Вісконсин, Канзас, Іллінойс, Індіана, Міннесота, Мічиган, Небраска, Південна Дакота й Північна Дакота)
- З 17.06.2008 — Надзвичайний та Повноважний Посол України в Королівстві Нідерланди.
- З 17.09.2008 — Постійний представник України при Організації із заборони хімічної зброї.

## Дипломатичний ранг
- Надзвичайний і Повноважний Посланник першого класу